# Carl Ferdinand Suadicani
Carl Ferdinand Suadicani, född 17 december 1753 i Preetz, död 22 februari 1824 i Schleswig, var en tysk läkare. Han var morfar till Victor Hensen.
Suadicani blev student vid Kiels universitet 1770, där han studerade medicin varefter han blev medicine doktor vid Göttingens universitet 1774. Han slog sig därefter ned som läkare i sin födelsestad, men flyttade 1778 till Glückstadt, där han 1782 blev fysikus för Segeberg och fick stort anseende som praktiker. 
År 1783 blev Suadicani livläkare hos hertig Fredrik Kristian II av Holstein-Augustenburg och följde 1795 med hertigfamiljen till Köpenhamn, där han tjänstgjorde i kungafamiljen och erhöll justitsråds- och livläkartitel. Åren 1796 och 1801 följde han kronprinsen på resor och stod i hög gunst hos denne. Därefter blev han livläkare hos lantgreve Karl II av Hessen-Kassel samt fysikus för staden Schleswig och Gottorp amt och utnämndes 1802 till etatsråd. I denna befattning utvecklade han betydande verksamhet, särskilt till främjande av sinnessjukväsendet – på hans initiativ grundades sinnessjukhuset i Schleswig – och av dövstuminstitutet, i vars direktion han inträdde 1810.